# Ксирокринийска базилика
Ксирокринийската базилика (на гръцки: Βασιλική Ξηροκρήνης) е раннохристиянска църква в развалини в солунския квартал Ксирокрини.